# Château jaune
Le Château jaune est un ancien hôtel particulier médiéval – une maison de maître plutôt qu'un véritable château – situé au pied du château des ducs de Bourbon à Montluçon ; il fut démoli en 1963.

## Localisation
Le Château jaune se trouvait au pied de la colline sur laquelle est édifié le château ducal ; il donnait sur la rue des Serruriers au niveau de l'actuelle place Édouard-Piquand, au sud-ouest de la cité médiévale.

## Histoire
La construction pourrait remonter à un marchand et consul de Montluçon de la fin du XVe siècle, Claude Aumaître.
À la fin du XVIIIe siècle, il fut la demeure montluçonnaise du député François Maugenest,,.
La maison est achetée en 1927 par Léonie Duchet (1849-1931), fille de l'industriel verrier Jacques Alexandre Duchet. Elle était vice-présidente des Amis de Montluçon et elle fit aménager au premier étage du Château jaune une grande salle pour accueillir les collections de la société. Après sa mort, la demeure passa à son neveu, fils adoptif et héritier Henri Cousin de La Tour-Fondue (1884-1939), qui la mit en vente en 1937,.
Le Château jaune fut acheté par le docteur Georges Piquand (1876-1955), chirurgien de Montluçon, connu surtout pour ses travaux historiques et ethnographiques. Il se trouve que sa mère, Jeanne Maugenest, était l'arrière-petite-fille de François Maugenest ; par ailleurs, le docteur Piquand était devenu en 1936 président des Amis de Montluçon. Après sa mort, sa fille vendit la demeure.
Le maire Jean Nègre avait un projet de rénovation urbaine qui visait à prolonger la perspective de l'avenue Marx-Dormoy jusqu'au pied du château ducal (Vieux Château). Pour cela, il fallait détruire les maisons bordant le boulevard de Courtais en face de l'avenue Marx-Dormoy ainsi que les vieilles demeures qui se trouvaient à l'arrière le long de la rue des Serruriers. C'est dans ces conditions que le Château jaune fut démoli, en même temps que les hôtels Aujay de la Dure et Boirot de la Cour. La place, ouverte par la destruction de ces maisons, porte le nom d'Édouard Piquand, ancien président du tribunal de Montluçon et père de Georges Piquand. Des immeubles sans caractère architectural particulier furent construits sur les deux côtés de la place perpendiculaires au boulevard de Courtais.[réf. nécessaire]
Du Château jaune, il reste des photographies et des éléments architecturaux sauvegardés par les Amis de Montluçon et conservés au château de Bien-Assis.